# Algoritmo Doomsday

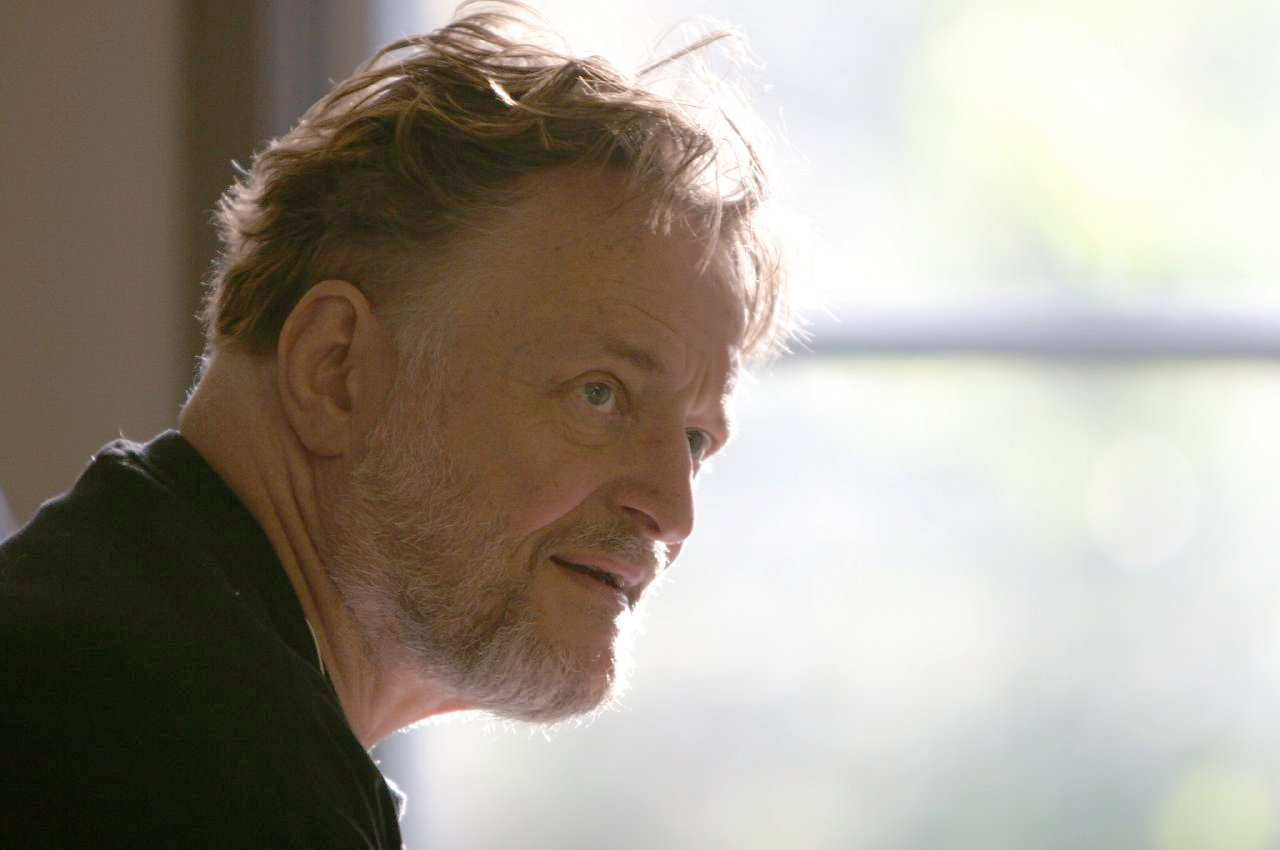
John Conway, inventor do algoritmo Doomsday

A regra Doomsday, algoritmo Doomsday ou método Doomsday é um algoritmo de determinação do dia da semana para uma determinada data. Ele fornece um calendário perpétuo já que o calendário gregoriano tem um ciclo de 400 anos. O algoritmo para cálculo mental foi desenvolvido por John Conway em 1973,  inspirando-se no algoritmo do calendário perpétuo de Lewis Carroll.   Este algoritmo aproveita o fato de que em cada ano há um determinado dia da semana em que caem datas fáceis de lembrar, que são denominadas de dias do juízo final (Doomsday, no original em inglês). Por exemplo, o último dia de fevereiro, 4/4, 6/6, 8/8, 10/10 e 12/12, todos caem no mesmo dia da semana em qualquer ano. A aplicação do algoritmo Doomsday envolve três etapas: determinação do dia-âncora para o século; cálculo do dia-âncora para o ano (equivalente ao dia do juízo final do ano) a partir daquele para o século e seleção da data mais próxima daquelas que sempre caem no dia do juízo final — por exemplo, 4/4 e 6/6 — e contagem do número de dias (módulo 7) entre essa data-base e a data em questão para chegar ao dia da semana. A técnica se aplica tanto ao calendário gregoriano quanto ao calendário juliano, embora seus dias do juízo final geralmente sejam dias diferentes da semana.
O algoritmo é simples o suficiente para que possa ser calculado mentalmente. Conway geralmente dava a resposta correta em menos de dois segundos. Para melhorar sua velocidade, ele programou seu computador para questioná-lo com datas aleatórias toda vez que ele se conectava.

## Dias-âncora entre os anos 1701 e 2100
| Seg. | Ter. | Qua. | Qui. | Sex. | Sáb. | Dom. |
| ---- | ---- | ---- | ---- | ---- | ---- | ---- |
| 1701 | 1702 | 1703 | →    | 1704 | 1705 | 1706 |
| 1707 | →    | 1708 | 1709 | 1710 | 1711 | →    |
| 1712 | 1713 | 1714 | 1715 | →    | 1716 | 1717 |
| 1718 | 1719 | →    | 1720 | 1721 | 1722 | 1723 |
| →    | 1724 | 1725 | 1726 | 1727 | →    | 1728 |
| 1729 | 1730 | 1731 | →    | 1732 | 1733 | 1734 |
| 1735 | →    | 1736 | 1737 | 1738 | 1739 | →    |
| 1740 | 1741 | 1742 | 1743 | →    | 1744 | 1745 |
| 1746 | 1747 | →    | 1748 | 1749 | 1750 | 1751 |
| →    | 1752 | 1753 | 1754 | 1755 | →    | 1756 |
| 1757 | 1758 | 1759 | →    | 1760 | 1761 | 1762 |
| 1763 | →    | 1764 | 1765 | 1766 | 1767 | →    |
| 1768 | 1769 | 1770 | 1771 | →    | 1772 | 1773 |
| 1774 | 1775 | →    | 1776 | 1777 | 1778 | 1779 |
| →    | 1780 | 1781 | 1782 | 1783 | →    | 1784 |
| 1785 | 1786 | 1787 | →    | 1788 | 1789 | 1790 |
| 1791 | →    | 1792 | 1793 | 1794 | 1795 | →    |
| 1796 | 1797 | 1798 | 1799 | 1800 | 1801 | 1802 |
| 1803 | →    | 1804 | 1805 | 1806 | 1807 | →    |
| 1808 | 1809 | 1810 | 1811 | →    | 1812 | 1813 |
| 1814 | 1815 | →    | 1816 | 1817 | 1818 | 1819 |
| →    | 1820 | 1821 | 1822 | 1823 | →    | 1824 |
| 1825 | 1826 | 1827 | →    | 1828 | 1829 | 1830 |
| 1831 | →    | 1832 | 1833 | 1834 | 1835 | →    |
| 1836 | 1837 | 1838 | 1839 | →    | 1840 | 1841 |
| 1842 | 1843 | →    | 1844 | 1845 | 1846 | 1847 |
| →    | 1848 | 1849 | 1850 | 1851 | →    | 1852 |
| 1853 | 1854 | 1855 | →    | 1856 | 1857 | 1858 |
| 1859 | →    | 1860 | 1861 | 1862 | 1863 | →    |
| 1864 | 1865 | 1866 | 1867 | →    | 1868 | 1869 |
| 1870 | 1871 | →    | 1872 | 1873 | 1874 | 1875 |
| →    | 1876 | 1877 | 1878 | 1879 | →    | 1880 |
| 1881 | 1882 | 1883 | →    | 1884 | 1885 | 1886 |
| 1887 | →    | 1888 | 1889 | 1890 | 1891 | →    |
| 1892 | 1893 | 1894 | 1895 | 1896 | →    | 1897 |
| 1898 | 1899 | 1900 | 1901 | 1902 | 1903 | →    |
| 1904 | 1905 | 1906 | 1907 | →    | 1908 | 1909 |
| 1910 | 1911 | →    | 1912 | 1913 | 1914 | 1915 |
| →    | 1916 | 1917 | 1918 | 1919 | →    | 1920 |
| 1921 | 1922 | 1923 | →    | 1924 | 1925 | 1926 |
| 1927 | →    | 1928 | 1929 | 1930 | 1931 | →    |
| 1932 | 1933 | 1934 | 1935 | →    | 1936 | 1937 |
| 1938 | 1939 | →    | 1940 | 1941 | 1942 | 1943 |
| →    | 1944 | 1945 | 1946 | 1947 | →    | 1948 |
| 1949 | 1950 | 1951 | →    | 1952 | 1953 | 1954 |
| 1955 | →    | 1956 | 1957 | 1958 | 1959 | →    |
| 1960 | 1961 | 1962 | 1963 | →    | 1964 | 1965 |
| 1966 | 1967 | →    | 1968 | 1969 | 1970 | 1971 |
| →    | 1972 | 1973 | 1974 | 1975 | →    | 1976 |
| 1977 | 1978 | 1979 | →    | 1980 | 1981 | 1982 |
| 1983 | →    | 1984 | 1985 | 1986 | 1987 | →    |
| 1988 | 1989 | 1990 | 1991 | →    | 1992 | 1993 |
| 1994 | 1995 | →    | 1996 | 1997 | 1998 | 1999 |
| →    | 2000 | 2001 | 2002 | 2003 | →    | 2004 |
| 2005 | 2006 | 2007 | →    | 2008 | 2009 | 2010 |
| 2011 | →    | 2012 | 2013 | 2014 | 2015 | →    |
| 2016 | 2017 | 2018 | 2019 | →    | 2020 | 2021 |
| 2022 | 2023 | →    | 2024 | 2025 | 2026 | 2027 |
| →    | 2028 | 2029 | 2030 | 2031 | →    | 2032 |
| 2033 | 2034 | 2035 | →    | 2036 | 2037 | 2038 |
| 2039 | →    | 2040 | 2041 | 2042 | 2043 | →    |
| 2044 | 2045 | 2046 | 2047 | →    | 2048 | 2049 |
| 2050 | 2051 | →    | 2052 | 2053 | 2054 | 2055 |
| →    | 2056 | 2057 | 2058 | 2059 | →    | 2060 |
| 2061 | 2062 | 2063 | →    | 2064 | 2065 | 2066 |
| 2067 | →    | 2068 | 2069 | 2070 | 2071 | →    |
| 2072 | 2073 | 2074 | 2075 | →    | 2076 | 2077 |
| 2078 | 2079 | →    | 2080 | 2081 | 2082 | 2083 |
| →    | 2084 | 2085 | 2086 | 2087 | →    | 2088 |
| 2089 | 2090 | 2091 | →    | 2092 | 2093 | 2094 |
| 2095 | →    | 2096 | 2097 | 2098 | 2099 | 2100 |

A tabela é preenchida horizontalmente, pulando uma coluna para cada ano bissexto. Esta tabela tem um ciclo de 28 anos, exceto no calendário gregoriano nos anos que são múltiplos de 100 (como 1900 e 2100, que não são anos bissextos) e que também não são múltiplos de 400 (como 2000, que ainda é um ano bissexto). Logo, o ciclo completo é de 28 anos (1.461 semanas) no calendário juliano, 400 anos (20.871 semanas) no calendário gregoriano.

## Datas importantes que sempre caem em um dia do juízo final
Pode-se encontrar o dia da semana de uma determinada data do calendário usando o dia do juízo final do mês em questão. Para ajudar com isso, logo abaixo temos uma lista de datas fáceis de lembrar para cada mês, que sempre caem no dia do juízo final.
Como mencionado acima, o último dia de fevereiro é a base de definiçao do dia do juízo final do ano. Para janeiro, 3 de janeiro é um dia do juízo final durante os anos comuns e 4 de janeiro é o dia do juízo final durante os anos bissextos, que pode ser lembrado como "é 3 durante 3 anos em 4, e 4 no 4º ano". Para março, pode-se lembrar da pseudodata "0 de março", que pode ser considerada como sendo o dia anterior a 1º de março, ou seja, o último dia de fevereiro (dia-base, como visto acima).
Para os meses de abril a dezembro, os meses pares têm como datas de juízo final as datas duplas 4/4, 6/6, 8/8, 10/10 e 12/12. Os meses ímpares podem ser lembrados com o mnemônico "Eu trabalho das 9 às 5 no 7-11 ", ou seja, 5/9, 11/7 e também 9/5 e 7/11, são todos dias do juízo final.
| Mês       | Data memorável                                                | Dia do mês                             | Mnemônico                      |
| --------- | ------------------------------------------------------------- | -------------------------------------- | ------------------------------ |
| Janeiro   | - 3 de janeiro (anos comuns) - 4 de janeiro (bissextos)       | 3/1 ou 4/1                             | - 3 em 3 anos - 4 no 4º        |
| Fevereiro | - 28 de fevereiro (anos comuns) - 29 de fevereiro (bissextos) | 28/02 ou 29/02                         | - último dia de fevereiro      |
| Março     | "0 de março" ou 14 de março                                   | - 0/3 - 14/3 — aniversário de Einstein | Dia do Pi                      |
| Abril     | 4 de abril                                                    | 4/4                                    | Mês par → dia igual a mês      |
| Maio      | 9 de maio                                                     | 9/5                                    | Eu trabalho das 9 às 5 no 7-11 |
| Junho     | 6 de junho                                                    | 6/6                                    | Mês par → dia igual a mês      |
| Julho     | 11 de julho                                                   | 11/07                                  | Eu trabalho das 9 às 5 no 7-11 |
| Agosto    | 8 de agosto                                                   | 8/8                                    | Mês par → dia igual a mês      |
| Setembro  | 5 de setembro                                                 | 5/9                                    | 9-para-5 em 7-11               |
| Outubro   | 10 de outubro                                                 | 10/10                                  | Mês par → dia igual a mês      |
| Novembro  | 7 de novembro                                                 | 7/11                                   | 9-para-5 em 7-11               |
| Dezembro  | 12 de dezembro                                                | 12/12                                  | Mês par → dia igual a mês      |

### Exemplo
Para saber em que dia da semana caiu o Natal de 2021, proceda da seguinte forma: no ano de 2021, o dia-âncora é domingo (tabela de anos acima). Já que 12 de dezembro é um dia do juízo final, 25 de dezembro, treze dias depois (duas semanas menos um dia), cairá em um sábado. O dia de Natal é sempre um dia antes do dia do juízo final. Além disso, 4 de julho (Dia da Independência dos EUA) é sempre um dia do juízo final, assim como o Halloween (31 de outubro), Dia do Pi (14 de março) e Boxing Day (26 de dezembro).

## Calculando dias-âncora
O primeiro passo do algoritmo é encontrar o dia-âncora para o século. Para efeitos da regra do juízo final, um século começa com o ano terminado em 00 e termina com o ano terminado em 99. A tabela a seguir mostra o dia-âncora dos séculos 1600s, 1700s, 1800s, 1900s, 2000s, 2100s e 2200s.
| Século    | Dia-âncora   | Índice (dia da semana) |
| --------- | ------------ | ---------------------- |
| 1600-1699 | Terça-feira  | 3                      |
| 1700-1799 | Domingo      | 1                      |
| 1800–1899 | Sexta-feira  | 6                      |
| 1900–1999 | Quarta-feira | 4                      |
| 2000–2099 | Terça-feira  | 3                      |
| 2100–2199 | Domingo      | 1                      |
| 2200–2299 | Sexta-feira  | 6                      |

### Fórmula para obtenção do dia-âncora do século:

#### Para o calendário gregoriano:
Os valores acima para os dias-âncora foram obtidos através da fórmula matemática: 5 × (c mod 4) mod 7 + terça-feira = âncora. Seja r = c mod 4:
- se r = 0 então âncora = terça-feira
- se r = 1 então âncora = domingo
- se r = 2 então âncora = sexta-feira
- se r = 3 então âncora = quarta-feira

O que está de acordo com a tabela acima.

#### Para o calendário juliano:
6c mod 7 + domingo = âncora.
Nota: c = ⌊⁠ano/100⁠⌋
Após o cálculo do dia-âncora do século, partimos para encontrar o dia-âncora do ano. Para conseguir isso, de acordo com Conway:
1. Divida os dois últimos dígitos do ano (chame isso de y ) por 12 e seja a o parte inteira do quociente.
2. Seja b o resto do mesmo quociente.
3. Divida esse resto por 4 e seja c a parte inteira do quociente.
4. Seja d a soma dos três números ( d = a + b + c ). (É novamente possível aqui dividir por sete e tirar o resto. Esse número é equivalente, como deve ser, à soma dos dois últimos dígitos do ano somados mais a parte inteira desses dígitos dividido por quatro.)
5. Conte o número especificado de dias ( d ou o resto de {\displaystyle {\frac {d}{7}}})  a partir do dia-âncora para obter o dia-âncora do ano.

{\displaystyle {\begin{matrix}\left({\left\lfloor {\frac {y}{12}}\right\rfloor +y{\bmod {1}}2+\left\lfloor {\frac {y{\bmod {1}}2}{4}}\right\rfloor }\right){\bmod {7}}+{\rm {{{\hat {a}}ncora}={\rm {{\hat {a}}ncora\ do\ ano}}}}\end{matrix}}}
Para o ano de 1966 do séc. XX, por exemplo:
{\displaystyle {\begin{matrix}\left({\left\lfloor {\frac {66}{12}}\right\rfloor +66{\bmod {1}}2+\left\lfloor {\frac {66{\bmod {1}}2}{4}}\right\rfloor }\right){\bmod {7}}+{\rm {quarta-feira}}&=&\left(5+6+1\right){\bmod {7}}+{\rm {quarta-feira}}\\\ &=&{\rm {segunda-feira}}\end{matrix}}}
Conforme descrito no item 4, acima, isso equivale a:
{\displaystyle {\begin{matrix}\left({66+\left\lfloor {\frac {66}{4}}\right\rfloor }\right){\bmod {7}}+{\rm {quarta-feira}}&=&\left(66+16\right){\bmod {7}}+{\rm {quarta-feira}}\\\ &=&{\rm {segunda-feira}}\end{matrix}}}
Portanto, o dia-âncora de 1966 é segunda-feira.
De forma parecida, o dia-âncora de 2005 é uma segunda-feira, pois:
{\displaystyle \left({\left\lfloor {\frac {5}{12}}\right\rfloor +5{\bmod {1}}2+\left\lfloor {\frac {5{\bmod {1}}2}{4}}\right\rfloor }\right){\bmod {7}}+{\rm {{terca-feira}={\rm {segunda-feira}}}}}

### Por que funciona
O cálculo do dia-âncora do algoritmo é feito calculando o número de dias entre qualquer data no ano-base 00 do século e a mesma data no ano atual, calculando o módulo 7. Quando ambas as datas vêm após o dia bissexto (se houver), a diferença é de apenas 365y + ⁠y/4⁠ (arredondando pra baixo). Mas 365 é igual a 52 x 7 + 1, então, após calcular o módulo, o resultado é
{\displaystyle \left(y+\left\lfloor {\frac {y}{4}}\right\rfloor \right){\bmod {7}}.}
Isso fornece uma fórmula mais simples, se a pessoa se sentir mais confortável ao dividir grandes valores de y por 4 e 7. Por exemplo, podemos calcular
{\displaystyle \left(66+\left\lfloor {\frac {66}{4}}\right\rfloor \right){\bmod {7}}=(66+16){\bmod {7}}=82{\bmod {7}}=5}
que dá a mesma resposta do exemplo acima.
Onde 12 entra é que o padrão de (y + ⌊⁠y/4⁠⌋) mod 7 quase se repete a cada 12 anos. Após 12 anos, nós temos (12 + ⁠12/4⁠) mod 7 = 15 mod 7 = 1. Se substituirmos  {\displaystyle y} por {\displaystyle y{\bmod {12}}}, nós tiramos este dia extra do cômputo, adicionando novamente por meio de  {\displaystyle \left\lfloor {\frac {y}{12}}\right\rfloor } adiante, essa retirada é compensada, resultando na fórmula final acima.

### O método "ímpar + 11"

Fluxograma do método "ímpar + 11"

Um método mais simples para encontrar o dia-âncora do ano foi descoberto em 2010 por Chamberlain Fong e Michael K. Walters, e descrito em seu artigo submetido ao 7º Congresso Internacional de Matemática Industrial e Aplicada (2011). Chamado de método "ímpar + 11", é equivalente ao cálculo
{\displaystyle \left(y+\left\lfloor {\frac {y}{4}}\right\rfloor \right){\bmod {7}}} .
É adequado para cálculo mental, porque não requer divisão por 4 (ou 12), e o procedimento é fácil de lembrar devido ao uso repetido da regra "ímpar + 11". Além disso, a adição por 11 é  fácil de realizar mentalmente na aritmética de base 10.
Estendendo isso para obter o dia-âncora, o procedimento é feito por meio da atualização de uma variável T em seis etapas, como segue:
1. Seja T os dois últimos dígitos do ano.
2. Se T for ímpar, adicione 11.
3. Agora faça T = ⁠T/2⁠
4. Se T for ímpar, adicione 11.
5. Faça {\displaystyle T=7-(T{\bmod {7}})}
6. Conte T dias a partir do dia-âncora do século para obter o dia-âncora do ano.

Aplicando este método ao ano de 2005, por exemplo, os passos seriam:
1. T = 5
2. T = 5 + 11 = 16 (adicionamos 11 porque T é ímpar)
3. T = ⁠16/2⁠ = 8
4. T = 8 (não fazer nada, já que T é par)
5. T = 7 − (8 mod 7) = 7 − 1 = 6
6. Dia-âncora para 2005 = 6 + terça-feira (dia-âncora do século XXI) = segunda-feira

A fórmula explícita para o método ímpar+11 é:
{\displaystyle 7-\left[{\frac {y+11(y\,{\bmod {2}})}{2}}+11\left({\frac {y+11(y\,{\bmod {2}})}{2}}{\bmod {2}}\right)\right]{\bmod {7}}} .
Embora essa expressão pareça assustadora e complicada, na verdade ela é simples por causa da parte  ⁠y + 11(y mod 2)/2⁠, que somente precisa ser calculada uma vez.
Sempre que for necessário somar 11, subtrair 17 produz o mesmo resultado. Embora subtrair 17 possa parecer mais difícil de realizar mentalmente do que somar 11, há casos em que subtrair 17 é mais fácil, especialmente quando o número é um número de dois dígitos que termina em 7 (como 17, 27, 37, ..., 77, 87 e 97).

## Correspondência com as letras dominicais
O algoritmo do dia do juízo final está relacionado com a letra dominical do ano da seguinte forma.
| Dia do juízo final | Letra Dominical | Letra Dominical |
| Dia do juízo final | ano comum       | Ano bissexto    |
| ------------------ | --------------- | --------------- |
| Domingo            | C               | CC              |
| Segunda-feira      | B               | CB              |
| Terça-feira        | A               | BA              |
| Quarta-feira       | G               | AG              |
| Quinta-feira       | F               | GF              |
| Sexta-feira        | E               | FE              |
| Sábado             | D               | ED              |

Procure na tabela abaixo a carta dominical (DL).
| Centenas dos anos | Centenas dos anos  | DL | Dígitos restantes do ano | Dígitos restantes do ano | Dígitos restantes do ano | Dígitos restantes do ano | # |
| juliano (r ÷ 7)   | gregoriano (r ÷ 4) | DL | Dígitos restantes do ano | Dígitos restantes do ano | Dígitos restantes do ano | Dígitos restantes do ano | # |
| ----------------- | ------------------ | -- | ------------------------ | ------------------------ | ------------------------ | ------------------------ | - |
| r5 19             | 16 20 r0           | A  | 00 06 17 23              | 28 34 45 51              | 56 62 73 79              | 84 90                    | 0 |
| r4 18             | 15 19 r3           | G  | 01 07 12 18              | 29 35 40 46              | 57 63 68 74              | 85 91 96                 | 1 |
| r3 17             | N / D              | F  | 02 13 19 24              | 30 41 47 52              | 58 69 75 80              | 86 97                    | 2 |
| r2 16             | 18 22 r2           | E  | 03 08 14 25              | 31 36 42 53              | 59 64 70 81              | 87 92 98                 | 3 |
| r1 15             | N / D              | D  | 09 15 20 26              | 37 43 48 54              | 65 71 76 82              | 93 99                    | 4 |
| r0 14             | 17 21 r1           | C  | 04 10 21 27              | 32 38 49 55              | 60 66 77 83              | 88 94                    | 5 |
| r6 13             | N / D              | B  | 05 11 16 22              | 33 39 44 50              | 61 67 72 78              | 89 95                    | 6 |

Por exemplo, para o ano de 2017, a letra dominical é A - 0 = A.

## Fórmula computacional para o dia-âncora de um ano
Para uso em computação, as seguintes fórmulas para o dia-âncora de um ano são convenientes.
Para o calendário gregoriano:
{\displaystyle {\rm {{dia\ {\hat {a}}ncora}={\rm {{terca-feira}+y+\left\lfloor {\frac {y}{4}}\right\rfloor -\left\lfloor {\frac {y}{100}}\right\rfloor +\left\lfloor {\frac {y}{400}}\right\rfloor ={\rm {{terca-feira}+5\times (y{\bmod {4}})+4\times (y{\bmod {1}}00)+6\times (y{\bmod {4}}00)}}}}}}}
Por exemplo, o dia-âncora de 2009 é sábado no calendário gregoriano, pois
{\displaystyle {\rm {{s{\acute {a}}bado\ (6)}{\bmod {7}}={\rm {{terca-feira\ (2)}+2009+\left\lfloor {\frac {2009}{4}}\right\rfloor -\left\lfloor {\frac {2009}{100}}\right\rfloor +\left\lfloor {\frac {2009}{400}}\right\rfloor }}}}}
Outro exemplo, o dia-âncora de 1946 é quinta-feira, já que
{\displaystyle {\rm {{quinta-feira\ (5)}{\bmod {7}}={\rm {{terca-feira\ (2)}+1946+\left\lfloor {\frac {1946}{4}}\right\rfloor -\left\lfloor {\frac {1946}{100}}\right\rfloor +\left\lfloor {\frac {1946}{400}}\right\rfloor }}}}}
Para o calendário juliano:
{\displaystyle {\rm {{dia\ {\hat {a}}ncora}={\rm {{domingo}+y+\left\lfloor {\frac {y}{4}}\right\rfloor ={\rm {{domingo}+5\times (y{\bmod {4}})+3\times (y{\bmod {7}})}}}}}}}
Os cálculos acima também se aplicam ao calendário gregoriano prolético e ao calendário juliano prolético. Elas usam a função parte inteira e a numeração do ano astronômico para os anos AC.

## Ciclo de 400 anos de dias-âncora
| Séculos Julianos | Séculos Julianos | Séculos Julianos | Séculos Julianos | -1600J -900J -200J 500J 1200J 1900J 2600J 3300J                    | -1500J -800J -100J 600J 1300J 2000J 2700J 3400J | -1400J -700J 0J 700J 1400J 2100J 2800J 3500J                         | -1300J -600J 100J 800J 1500J 2200J 2900J 3600J | -1200J -500J 200J 900J 1600J 2300J 3000J 3700J                        | -1100J -400J 300J 1000J 1700J 2400J 3100J 3800J | -1000J -300J 400J 1100J 1800J 2500J 3200J 3900J                      |
| Séc. gregorianos | Séc. gregorianos | Séc. gregorianos | Séc. gregorianos | -1600 -1200 -800 -400 0 400 800 1200 1600 2000 2400 2800 3200 3600 |                                                 | -1500 -1100 -700 -300 100 500 900 1300 1700 2100 2500 2900 3300 3700 |                                                | -1400 -1000 -600 -200 200 600 1000 1400 1800 2200 2600 3000 3400 3800 |                                                 | -1300 -900 -500 -100 300 700 1100 1500 1900 2300 2700 3100 3500 3900 |
| ---------------- | ---------------- | ---------------- | ---------------- | ------------------------------------------------------------------ | ----------------------------------------------- | -------------------------------------------------------------------- | ---------------------------------------------- | --------------------------------------------------------------------- | ----------------------------------------------- | -------------------------------------------------------------------- |
| Anos             | Anos             | Anos             | Anos             | Dias-âncora                                                        | Dias-âncora                                     | Dias-âncora                                                          | Dias-âncora                                    | Dias-âncora                                                           | Dias-âncora                                     | Dias-âncora                                                          |
| 00               | 28               | 56               | 84               | Ter                                                                | Seg                                             | Dom                                                                  | Sáb                                            | Sex                                                                   | Qui                                             | Qua                                                                  |
| 01               | 29               | 57               | 85               | Qua                                                                | Ter                                             | Seg                                                                  | Dom                                            | Sáb                                                                   | Sex                                             | Qui                                                                  |
| 02               | 30               | 58               | 86               | Qui                                                                | Qua                                             | Ter                                                                  | Seg                                            | Dom                                                                   | Sáb                                             | Sex                                                                  |
| 03               | 31               | 59               | 87               | Sex                                                                | Qui                                             | Qua                                                                  | Ter                                            | Seg                                                                   | Dom                                             | Sáb                                                                  |
| 04               | 32               | 60               | 88               | Dom                                                                | Sáb                                             | Sex                                                                  | Qui                                            | Qua                                                                   | Ter                                             | Seg                                                                  |
| 05               | 33               | 61               | 89               | Seg                                                                | Dom                                             | Sáb                                                                  | Sex                                            | Qui                                                                   | Qua                                             | Ter                                                                  |
| 06               | 34               | 62               | 90               | Ter                                                                | Seg                                             | Dom                                                                  | Sáb                                            | Sex                                                                   | Qui                                             | Qua                                                                  |
| 07               | 35               | 63               | 91               | Qua                                                                | Ter                                             | Seg                                                                  | Dom                                            | Sáb                                                                   | Sex                                             | Qui                                                                  |
| 08               | 36               | 64               | 92               | Sex                                                                | Qui                                             | Qua                                                                  | Ter                                            | Seg                                                                   | Dom                                             | Sáb                                                                  |
| 09               | 37               | 65               | 93               | Sáb                                                                | Sex                                             | Qui                                                                  | Qua                                            | Ter                                                                   | Seg                                             | Dom                                                                  |
| 10               | 38               | 66               | 94               | Dom                                                                | Sáb                                             | Sex                                                                  | Qui                                            | Qua                                                                   | Ter                                             | Seg                                                                  |
| 11               | 39               | 67               | 95               | Seg                                                                | Dom                                             | Sáb                                                                  | Sex                                            | Qui                                                                   | Qua                                             | Ter                                                                  |
| 12               | 40               | 68               | 96               | Qua                                                                | Ter                                             | Seg                                                                  | Dom                                            | Sáb                                                                   | Sex                                             | Qui                                                                  |
| 13               | 41               | 69               | 97               | Qui                                                                | Qua                                             | Ter                                                                  | Seg                                            | Dom                                                                   | Sáb                                             | Sex                                                                  |
| 14               | 42               | 70               | 98               | Sex                                                                | Qui                                             | Qua                                                                  | Ter                                            | Seg                                                                   | Dom                                             | Sáb                                                                  |
| 15               | 43               | 71               | 99               | Sáb                                                                | Sex                                             | Qui                                                                  | Qua                                            | Ter                                                                   | Seg                                             | Dom                                                                  |
| 16               | 44               | 72               |                  | Seg                                                                | Dom                                             | Sáb                                                                  | Sex                                            | Qui                                                                   | Qua                                             | Ter                                                                  |
| 17               | 45               | 73               |                  | Ter                                                                | Seg                                             | Dom                                                                  | Sáb                                            | Sex                                                                   | Qui                                             | Qua                                                                  |
| 18               | 46               | 74               |                  | Qua                                                                | Ter                                             | Seg                                                                  | Dom                                            | Sáb                                                                   | Sex                                             | Qui                                                                  |
| 19               | 47               | 75               |                  | Qui                                                                | Qua                                             | Ter                                                                  | Seg                                            | Dom                                                                   | Sáb                                             | Sex                                                                  |
| 20               | 48               | 76               |                  | Sáb                                                                | Sex                                             | Qui                                                                  | Qua                                            | Ter                                                                   | Seg                                             | Dom                                                                  |
| 21               | 49               | 77               |                  | Dom                                                                | Sáb                                             | Sex                                                                  | Qui                                            | Qua                                                                   | Ter                                             | Seg                                                                  |
| 22               | 50               | 78               |                  | Seg                                                                | Dom                                             | Sáb                                                                  | Sex                                            | Qui                                                                   | Qua                                             | Ter                                                                  |
| 23               | 51               | 79               |                  | Ter                                                                | Seg                                             | Dom                                                                  | Sáb                                            | Sex                                                                   | Qui                                             | Qua                                                                  |
| 24               | 52               | 80               |                  | Qui                                                                | Qua                                             | Ter                                                                  | Seg                                            | Dom                                                                   | Sáb                                             | Sex                                                                  |
| 25               | 53               | 81               |                  | Sex                                                                | Qui                                             | Qua                                                                  | Ter                                            | Seg                                                                   | Dom                                             | Sáb                                                                  |
| 26               | 54               | 82               |                  | Sáb                                                                | Sex                                             | Qui                                                                  | Qua                                            | Ter                                                                   | Seg                                             | Dom                                                                  |
| 27               | 55               | 83               |                  | Dom                                                                | Sáb                                             | Sex                                                                  | Qui                                            | Qua                                                                   | Ter                                             | Seg                                                                  |

Como no calendário gregoriano há 146.097 dias, ou exatamente 20.871 semanas de sete dias, em 400 anos, o ciclo se repete a cada quatro séculos. Por exemplo, o dia-âncora dos 1700s é o mesmo que o dia-âncora dos 2100s, Domingo.
O ciclo completo de 400 anos dos dias do juízo final é dado na tabela. Os séculos são para o calendário gregoriano e gregoriano proléptico, a menos que sejam marcados com um J para juliano. As linhas dos anos bissextos gregorianos são as destacadas na tabela.
Anos negativos usam numeração de ano astronômico. O ano 25 AEC é −24, mostrado na coluna de −100J (juliano proléptico) ou −100 (gregoriano proléptico), na linha 76.
|                    | Domingo | Segunda-feira | Terça-feira | Quarta-feira | Quinta-feira | Sexta-feira | Sábado | Total |
| ------------------ | ------- | ------------- | ----------- | ------------ | ------------ | ----------- | ------ | ----- |
| anos não bissextos | 43      | 43            | 43          | 43           | 44           | 43          | 44     | 303   |
| anos bissextos     | 13      | 15            | 13          | 15           | 13           | 14          | 14     | 97    |
| Total              | 56      | 58            | 56          | 58           | 57           | 57          | 58     | 400   |

Um ano bissexto com a segunda-feira como dia-âncora significa que o domingo é um dos 97 dias pulados na sequência de 400 anos. Assim, o número total de anos com domingo como dia- âncora  é 71 menos o número de anos bissextos com segunda-feira como dia do juízo final, etc. Como a segunda-feira como dia-âncora  é pulada em 29 de fevereiro de 2000 e o padrão de dias bissextos é simétrico em relação a esse dia bissexto, as frequências de dias-âncora por dia da semana (adicionando anos comuns e bissextos) são simétricas em relação à segunda-feira. As frequências dos dias-âncora dos anos bissextos por dia da semana são simétricas em relação ao dia-âncora de 2000, terça-feira.
A frequência de uma determinada data em um determinado dia da semana pode ser facilmente derivada do exposto acima (para uma data de 1º de janeiro a 28 de fevereiro, relacione-a com o dia-âncora do ano anterior).
Por exemplo, 28 de fevereiro é um dia após o dia-âncora do ano anterior, então é 58 vezes cada na terça, quinta e domingo, etc. 29 de fevereiro é o dia-âncora de um ano bissexto, então é 15 vezes cada na segunda e quarta etc.

### Ciclo de 28 anos
Em relação à frequência dos dias do juízo final em um ciclo juliano de 28 anos, há 1 ano bissexto e 3 anos comuns para cada dia da semana, o último 6, 17 e 23 anos após o primeiro (portanto, com intervalos de 6, 11, 6 e 5 anos; não distribuído uniformemente porque após 12 anos o dia é pulado na sequência dos dias do juízo final). O mesmo ciclo se aplica a qualquer data a partir de 1º de março caindo em um determinado dia da semana.
Para qualquer data até 28 de fevereiro cair em um determinado dia da semana, os 3 anos comuns são 5, 11 e 22 anos após o ano bissexto, portanto, com intervalos de 5, 6, 11 e 6 anos. Assim, o ciclo é o mesmo, mas com o intervalo de 5 anos depois, em vez de antes do ano bissexto.
Assim, para qualquer data, exceto 29 de fevereiro, os intervalos entre os anos comuns que caem em um determinado dia da semana são 6, 11, 11.
Para 29 de fevereiro cair em um determinado dia da semana, só há uma ocorrência disto acada 28 anos e, é claro, em um ano bissexto.

### Calendário juliano
O calendário gregoriano está atualmente alinhado com precisão com eventos astronômicos, como solstícios. Em 1582, essa modificação do calendário juliano foi instituída pela primeira vez. Para corrigir o desvio do calendário, 10 dias foram pulados, então o dia do juízo final retrocedeu 10 dias (ou seja, 3 dias): quinta-feira, 4 de outubro (juliano, dia do juízo final é quarta-feira) foi seguido por sexta-feira, 15 de outubro (gregoriano, dia do juízo final é domingo). A tabela inclui os anos do calendário juliano, mas o algoritmo é apenas para o calendário gregoriano e proléptico gregoriano.
Há de se observar que o calendário gregoriano não foi adotado simultaneamente em todos os países; portanto, por muitos séculos, diferentes regiões usaram datas diferentes para o mesmo dia.

## Exemplos completos

### Exemplo 1 (1985)
Suponha que queremos saber em que dia da semana caiu 18 de setembro de 1985. Começamos com o dia-âncora do século, quarta-feira. Depois desse passo, adicione a, b e c, calculados conforme acima:
- a é a parte de inteira de ⁠85/12⁠, que é 7.
- b é igual a 85 mod 12, resultando em 1.
- c é a parte inteira de ⁠b/4⁠, sendo igual a 0.

Isso produz a + b + c = 8. Contando 8 dias a partir de quarta-feira, chegamos a quinta-feira, que é o dia-âncora de 1985. (Usando números: na aritmética do módulo 7, 8 é congruente a 1. Como o dia-âncora do século é quarta-feira (índice 4) e 4 + 1 = 5, o dia-âncora de 1985 é quinta-feira (índice 5). ) Agora comparamos 18 de setembro com um dia do juízo final próximo, 5 de setembro. Vemos que o dia 18 é 13 dias após este dia do juízo final, ou seja, duas semanas menos um dia. Portanto, o dia 18 foi uma quarta-feira (dia anterior à quinta-feira). (Usando números: na aritmética do módulo 7, 13 é congruente com 6 ou, mais sucintamente, -1. Assim, tiramos um do dia do juízo final, quinta-feira, para descobrirmos que 18 de setembro de 1985 foi uma quarta-feira.)

### Exemplo 2
Suponha que queremos encontrar o dia da semana em que a Guerra Civil Americana se iniciou em Fort Sumter, que foi 12 de abril de 1861. Dessa vez, não vamos usar a tabela de dia-âncora do século, calculando este por meio da fórmula do parágrafo "Calculando dias-âncora". Temos {\displaystyle c=18} e {\displaystyle r=c{\bmod {4}}=18{\bmod {4}}=2}. Logo, o dia-âncora do século é {\displaystyle (5\times 2){\bmod {7}}+{\textrm {terca-feira}}={\textrm {sexta-feira}}}. Os dígitos finais 61 fornecem um deslocamento de seis dias em relação ao dia-âncora do século, pois {\displaystyle {\begin{matrix}\left({\left\lfloor {\frac {61}{12}}\right\rfloor +61{\bmod {1}}2+\left\lfloor {\frac {61{\bmod {1}}2}{4}}\right\rfloor }\right){\bmod {7}}=(5+1+0){\bmod {7}}=6\end{matrix}}}
então o dia-âncora de 1861 é quinta-feira (âncora do século, sexta-feira, mais 6 dias). Logo, 4 de abril foi uma quinta-feira, sendo que 12 de abril, 8 dias depois, foi uma sexta-feira.